# 泰德·肯尼迪
愛德華·摩爾·“泰德”·肯尼迪（英語：Edward Moore "Ted" Kennedy，1932年2月22日—2009年8月25日），生于麻薩諸塞州波士頓，美國民主黨籍政治家。自1962年起任麻薩諸塞州參議員至2009年逝世，至逝世前是國會參議院任期第二長的參議員。他是美國政壇上肯尼迪家族的其中一名重要代表人物，其父親是前任美國駐英國大使老约瑟夫·P·肯尼迪，兩個兄長分別是約翰·肯尼迪總統和羅伯特·肯尼迪參議員。他的兒子派翠克·J·肯尼迪也從政，曾任國會眾議員。
泰德·肯尼迪是民主黨的元老和最具影響力的一個象征，他被認為是自由主義的重要標誌性人物，被譽為「參議院雄獅」。在其参议院生涯中，他以提出改变工人权利、教育资助、外交政策以及移民法的立法而闻名。

## 早年生活

约翰、罗伯特和泰德·肯尼迪三兄弟（1960年）

1932年2月22日，肯尼迪出生于麻薩諸塞州波士頓。肯尼迪在家中排行最小。他从小就受到熏陶，立志从事公共服务。11岁时，他上了10所学校。肯尼迪曾就读哈佛学院，主修历史学及政治学。但他因上课不专心，甚至是考试时作弊，最后在1951年6月投入军旅生涯，并在1953年退役。其后他回哈佛学院，继续把这两个课程读完。1956年毕业于哈佛学院，再前往弗吉尼亚大学修读法学士并顺利毕业。

## 参政
他的3位兄长英年早逝——一位在二战期间执行作战任务时座机被击中牺牲，另外两位在任职期间被暗杀，进一步坚定了他为国效力的决心。1964年6月19日，他亦曾在搭乘私人飛機時遭遇空難，但倖存下來。
肯尼迪于1962年首次当选联邦参议员，以完成他哥哥约翰·肯尼迪在1960年当选美国总统后剩下的两年任期。肯尼迪在加入美国参议院时年仅30岁，他随后一直在参议院代表麻萨诸塞州全部8个任期。

## 查帕奎迪克事件
1963年，约翰·肯尼迪遇刺身亡；1968年，另一兄罗伯特·肯尼迪在竞选总统时亦遇刺身亡，年龄最小的肯尼迪一下子成为这个家族的政治顶梁柱。起初的情况似乎显示，肯尼迪进入白宫的道路可能很平坦，然而人们的这种希望在1969年破灭了，他在那一年开车坠入河中，致使和他同车的年轻妇女玛丽·科佩奇尼死亡。在这次所谓“查帕奎迪克事件”中，肯尼迪数小时后才向警方报案，他的举动成为其公众形象多处受损的一道裂痕。使他当时并没有竞选总统，并促请麻萨诸塞州选民决定他是否应该从参议院辞职，然而肯尼迪参议员接到了成千上万要求其不要辞职的电报。1980年肯尼迪寻求民主党的总统候选人提名，但是败给了当时在任的吉米·卡特。

## 死亡威脅
2010年美國聯邦調查局公佈的解密文件顯示，愛德華·甘迺迪在兩位兄長遭暗殺身亡後數十年，持續遭到死亡威脅。
時任美國總統約翰·甘迺迪在1963年遇刺身亡；五年後，他唯一在世的另一位哥哥、參議員羅伯特·甘迺迪也在1968年遇刺身亡；不久後一封警告信指出，愛德華·甘迺迪會是第三位遭暗殺的甘迺迪家族成員，因此當局嚴密保護甘迺迪宅邸。
1977年，有傳言說暗殺羅伯特·甘迺迪的兇手打算出資一百萬美元雇用監獄牢友刺殺愛德華·甘迺迪，引起聯邦調查局偵查。1985年，暗殺陰謀再起，這次連當時的美國總統雷根也遭威脅。
根據聯邦調查局這份長達兩千多頁的解密文件可以看出，多年來打算暗殺愛德華·甘迺迪的激進份子及團體不少，其中包括三K黨、民兵組織、標榜白人至上主義的美國納粹黨以及匿名人士等等；有些威脅促使當局調查，有些則只是警告甘迺迪或執法當局而並未實行。
愛德華·甘迺迪在兩位兄長被暗殺後籠罩在死亡威脅的陰影中，他在自傳中曾說自己在兩個哥哥被暗殺後只要聽到較大聲響都會心驚肉跳。

## 反战
肯尼迪参议员强烈批评小布什在伊拉克战争的政府政策，并批评布什政府审讯恐怖份子嫌疑人以及起诉恐怖战争罪时所使用的手段。肯尼迪参议员2007年接受哥伦比亚广播公司采访时，阐明了其反对伊拉克战争的立场。他说：“我投票反对这场战争，这是我在美国参议院投下的最好一票。这是一场在错误时间进行的错误战争。”

## 支持奥巴马

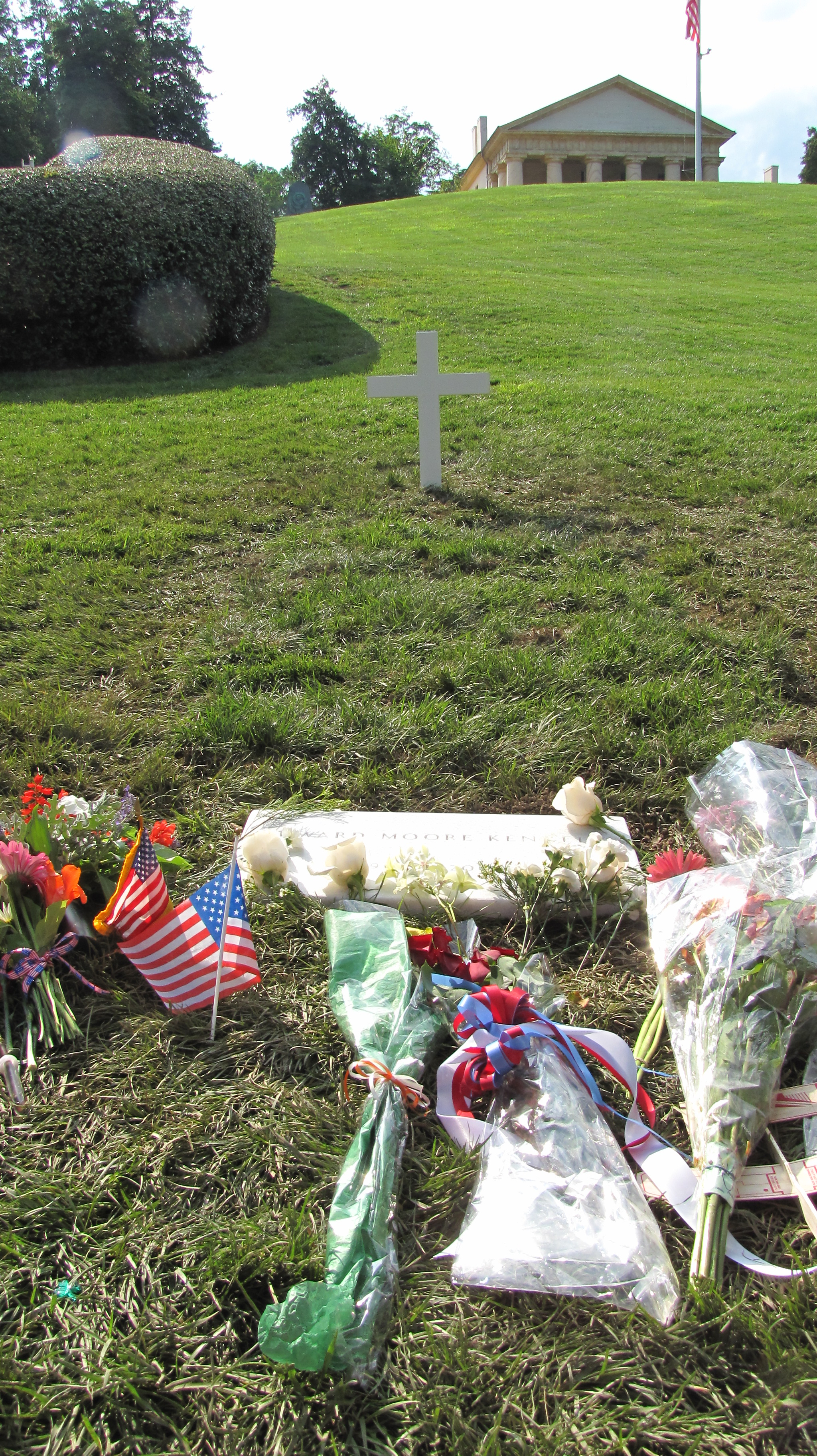
肯尼迪身故后长眠的阿灵顿国家公墓。

肯尼迪以超越党派界限、同共和党达成立法协议而闻名。2008年肯尼迪看到了参议员奥巴马身上发生的变化，并且成为第一位支持奥巴马争取党内总统提名的重量级民主党人士。他说：“朋友们，我请大家和我一道，参加这个具有历史意义的进程，表现出锐意改革的勇气。现在又到了需要新一代领导的时候了；现在是巴拉克·奥巴马的时候了。”

## 国内改革
肯尼迪虽然没能当选美国总统，但对美国的对内对外政策产生了深远影响，被普遍认为是三四十年来业绩最为卓著的国会议员之一。他在1964年通过的《1964年民权法案》和1990年通过的《美国残疾人法案》等具有里程碑意义的立法过程中发挥了重要作用。
肯尼迪毕生致力于医疗制度、教育、民权、移民制度改革和保护自然资源的事业。他在担任参议员期间主持起草的法案超过2,500项，其中数百项已成为法律。肯尼迪在临终前一直积极工作并参与政治事务，大力推动医疗制度改革并争取让马萨诸塞州议会修订一项该州的法律，允许补选空缺的参议员席位，因为他不想让这个席位在他一旦去世后长期空缺。

## 国际事务
尽管肯尼迪将很多时间和精力用于寻求国内改革，但在长达近半个世纪的时间内，他也是在全世界范围内呼吁实现人权、社会正义和民主的主要人物，对美国外交政策的制定作出了实质性的贡献。
1970年以后，他为北爱尔兰的民权事业发出有力的声音，与英国和爱尔兰领导人一道为实现北爱尔兰的持久和平而努力。1998年，肯尼迪参议员在由前参议员乔治·米切尔主持的和平谈判中会见了冲突双方的领导人。谈判促成受难日协议（Good Friday Accords）的签署，为双方分享政治权力奠定了基础。
肯尼迪在美苏关系领域也十分活跃，特别是坚持不懈地主张自由移民。他在1970年代和1980年代对俄罗斯的多次访问中，帮助包括著名大提琴演奏家姆斯基斯拉夫·罗斯特罗波维奇（Mstislav Rostropovich）在内的很多著名艺术家和异议人士获得出境签证，还促成自1977年起因从事犹太人维权活动而被监禁的安纳托利·夏兰斯基于1986年获得释放，并帮助另外25名 “移民被拒者”获释。
1980年代，肯尼迪为结束南非的种族隔离作出努力，他会见了德斯蒙德·图图大主教、当时身陷囹圄的纳尔逊·曼德拉之妻温妮·曼德拉和南非内阁成员。肯尼迪提出的对南非实施制裁的议案促使罗纳德·里根总统以行政命令的方式实施制裁。参议员肯尼迪继而通过一系列法案、听证和辩论继续施加政治压力，确保公众继续关注南非人民的困境，直至种族隔离终止。
在拉丁美洲，自1970年代初以来，肯尼迪参议员孜孜不倦地提倡民主与人权。当年他坚决反对智利和阿根廷的军事独裁。针对理查德·尼克松总统孤立智利民选总统萨尔瓦多·阿连德的政策，肯尼迪要求接受智利人民1970年选举马克思主义社会党人阿连德为总统的决定。在智利军方推翻阿连德后，肯尼迪捍卫智利人民的利益，竭力主张以恢复民主和保护人权为提供美国援助的条件。在帕特里西奥·艾尔文1990年当选智利总统后，肯尼迪提出议案授权向智利提供5,000万美元的援助，敦促恢复其贸易和投资优惠，呼吁提供技术援助以帮助智利应对其环境问题。
肯尼迪在其整个作为参议员的政治生涯中自始至终都积极从事国际事务方面的活动。1979年，美國與中華民國斷交時，甘迺迪與時任參議院外交委員會主席的加州民主黨聯邦參議員克蘭斯頓（Allan Cranston），共同領銜提出SJ-RES-31號聯合決議案，這項提案後來變成台灣關係法的最重要條款。2007年他举行了国会对伊拉克难民问题的首次听证会，并导致美国努力解决他所称的严重人道危机的问题。他发起了向伊拉克和阿富汗的笔译和口译工作者增发特别移民签证的法案，并授权加大安置伊拉克难民的努力。

## 病逝
2008年，肯尼迪被诊断患有不可治愈的脑瘤，病情使其不能返回参议院。不过當年，他还是惊人地参加了支持奥巴马竞选总统的民主党全国代表大会。2009年8月25日晚上，泰德·甘迺迪因腦癌病逝麻薩諸塞州的家中，享壽77歲。肯尼迪将被安葬在阿灵顿国家公墓，那里安葬着他的两个哥哥，前总统约翰·肯尼迪和前参议员罗伯特·肯尼迪。

## 评价
肯尼迪去世時，時任美国总统奥巴马说：“他在这个世上伟大的一生终结了，但他的丰功伟绩将流芳千古。”“美国可能再也不能见到像肯尼迪这样一个伟大的人：一个退役军人出身的国会议员，他给美国人生活的方方面面都留下了永久的印记，从医疗到民权到教育。他的想法和理想印刻在几十部法律里，这些法律影响了几百万人的生活。”
美国前总统卡特说：“我认为，虽然肯尼迪本人来自一个非常富裕、非常有权势、并且在政治上有很高声望的家庭，他最首要的责任却永远是帮助那些最需要帮助的人。他为美国社会中那些被剥夺了权利的人而工作。他不仅仅为他们工作，并且他在立法方面也卓有成效。” 
澳大利亚总理陆克文说：“肯尼迪是一位伟大的美国人，一位伟大的民主党人，也是澳大利亚一位很好的朋友。他为美国的政治和美国在世界舞台上所发挥的作用作出了非凡的贡献。”
英国首相布朗说，肯尼迪参议员受到世界各国的尊敬，世界各地都将为他的去世而哀悼。
英国前首相布莱尔说：“肯尼迪参议员是一位令人钦佩、尊重和激励人们做出奉献的人物，不仅在美国是如此，而且在整个世界也是如此。”“他名副其实是一位坚持公平、正义和机会的价值观的公务员。”
其侄女亦是前总统约翰·肯尼迪的女儿卡罗琳·肯尼迪表示她的叔叔鼓舞了她的全家，並指出：“在参议院四十多年的时间里，泰德在包括人权、社会正义以及经济机会等当代最重要的问题上都身先士卒、一马当先。”

## 外部連結
官方網站
- 國會參議院 甘迺迪參議員首頁 （页面存档备份，存于）
- 競選網站 （页面存档备份，存于）
- 民主黨多數黨委員會 （页面存档备份，存于）

甘迺迪的演說
- 泰德·甘迺迪對兄長羅伯特·甘迺迪的悼詞 （页面存档备份，存于） AmericanRhetoric.com
- 對查帕奎迪克事件的聲明 （页面存档备份，存于） AmericanRhetoric.com
- 甘迺迪在1980年民主黨全國代表大會上的演說 （页面存档备份，存于） AmericanRhetoric.com
- 甘迺迪關於伊拉克戰爭的演說 （页面存档备份，存于）

其它資料
- FBI對查帕奎迪克事件的調查
- 愛德華·甘迺迪 （页面存档备份，存于） 紐約時報上的資料和新聞
- 愛德華·甘迺迪 （页面存档备份，存于） 衛報上的資料和新聞
- 愛德華·M·甘迺迪 SourceWatch、國會百科上的資料
- 愛德華·甘迺迪 （页面存档备份，存于） 波士頓環球報上的資料和新聞
- 泰德·肯尼迪在互联网电影资料库（IMDb）上的資料（英文）

| 美国参议院                   | 美国参议院                                                                                              | 美国参议院                    |
| ---------------------------- | --- | ----------------------------- |
| 前任者： 本杰明·A·史密斯二世 | 美國麻薩諸塞州（第1類）參議員 1962年11月7日—2009年8月25日                                               | 繼任者： 保罗·科克            |
| 官衔                         | |                               |
| 前任者： 拉瑟爾·朗           | 參議院多數黨領袖 參議院民主黨領袖 1969年—1971年                                                         | 繼任者： 羅伯特·貝爾德        |
| 前任者： 詹姆斯·伊斯特蘭特   | 參議院司法委員會主席 1978年—1981年                                                                      | 繼任者： 斯特羅姆·瑟蒙德      |
| 前任者： 奧林·哈奇           | 參議院衛生、教育、勞工及退休金委員會主席 1987年—1995年                                                  | 繼任者： 南希·倫敦·卡瑟鮑姆   |
| 前任者： 吉姆·傑夫茲         | 參議院衛生、教育、勞工及退休金委員會主席 2001年1月                                                      | 繼任者： 吉姆·傑夫茲          |
| 前任者： 吉姆·傑夫茲         | 參議院衛生、教育、勞工及退休金委員會主席 2001年—2003年                                                  | 繼任者： 賈德·格雷格          |
| 前任者： 邁克·恩茨           | 參議院衛生、教育、勞工及退休金委員會主席 2007年—2009年                                                  | 繼任者： 克里斯多夫·杜德 代理 |
| 政党职务                     | |                               |
| 前任： 約翰·甘迺迪           | 來自麻薩諸塞州的國會參議員民主黨候選人 （第1梯次） 1962、1964、1970、1976、1982、1988、1994、2000、2006 | 繼任： 瑪莎·科克利            |